# Eupseudosoma immaculata
Eupseudosoma immaculata là một loài bướm đêm thuộc phân họ Arctiinae, họ Erebidae.